# Manoir de Belligan
Le manoir de Belligan est un manoir situé à Sainte-Gemmes-sur-Loire, en France.

## Localisation
Le manoir est situé dans le département français de Maine-et-Loire, sur la commune de Sainte-Gemmes-sur-Loire.

## Historique
L'édifice est inscrit au titre des monuments historiques en 1988.